# Antoni Wójtowicz (wydawca)
Antoni Jan Wójtowicz (ur. 17 września 1954 w Namysłowie, zm. 16 listopada 2020) – polski wydawca, przedsiębiorca, działacz opozycji w okresie PRL.

## Życiorys
W 1978 ukończył historię na Uniwersytecie Wrocławskim. Studiował także do 1982 w Instytucie Nauk Politycznych tej uczelni. W 1980 znalazł się wśród założycieli i członków zarządu uczelnianego Niezależnego Zrzeszenia Studentów. Koordynował działalność studenckiego wydawnictwa Universitas, był też redaktorem pisma „Woda na młyn”. Brał udział w organizacji strajków studenckich. Po wprowadzeniu stanu wojennego został internowany na okres od grudnia 1981 do maja 1982, ponownie osadzony w ośrodku odosobnienia w listopadzie 1982. Do 1989 był zatrudniony we wrocławskim Zakładzie Produkcji Uszczelnień Technicznych.
Po zwolnieniu z internowania związany z wydawnictwami drugiego obiegu. W latach 1984–1989 kierował podziemną Spółdzielnią Wydawniczą Profil, która przez okres niejawnej działalności wydała około 25 książek, a także wykonywała usługi drukarskie na rzecz niezależnych organizacji (tj. Wolność i Pokój). Po przemianach politycznych Antoni Wójtowicz zajął się działalnością wydawniczą i drukarską w ramach zarejestrowanego w 1990 Wydawnictwa Profil.

## Odznaczenia i wyróżnienia
W 2011 prezydent Bronisław Komorowski odznaczył go Krzyżem Oficerskim Orderu Odrodzenia Polski. W 2009 wyróżniony Nagrodą Kulturalną Dolnego Śląska „Silesia”.